# Liang Chen
Liang Chen (Xuzhou, 25 de Fevereiro de 1989) é uma tenista profissional chinesa.

## WTA finais

### Duplas: 4 (3 títulos, 1 vice)
| Legenda                             |
| ----------------------------------- |
| Grand Slam (0–0)                    |
| WTA Tour (0–0)                      |
| Premier Mandatory & Premier 5 (0–0) |
| Premier (0–0)                       |
| International (3–1)                 |

| Posição | N. | Data             | Campeonato                                             | Piso   | Parceira         | Oponente                          | Placar                |
| ------- | -- | ---------------- | ------------------------------------------------------ | ------ | ---------------- | --------------------------------- | --------------------- |
| Campeã  | 1. | 20 Setembro 2014 | Guangzhou International Women's Open, Guangzhou, China | Duro   | Chuang Chia-jung | Alizé Cornet Magda Linette        | 2–6, 7–6(7–3), [10–7] |
| Vice    | 1. | 10 Janeiro 2015  | Shenzhen Open, Shenzhen, China                         | Duro   | Wang Yafan       | Lyudmyla Kichenok Nadiia Kichenok | 4–6, 6–7(6–8)         |
| Campeã  | 2. | 8 Março 2015     | BMW Malaysian Open, Kuala Lumpur, Malásia              | Duro   | Wang Yafan       | Yuliya Beygelzimer Olga Savchuk   | 4–6, 6–3, [10–4]      |
| Campa   | 3. | 23 Ma~io 2015    | Internationaux de Strasbourg, Estrasburgo, França      | Saibro | Chuang Chia-jung | Nadiia Kichenok Zheng Saisai      | 4–6, 6–4, [12–10]     |